# Теллуриды иттрия
Теллуриды иттрия — бинарные неорганические соединение 
металла иттрия и теллура с формулой YxTey.

## Получение
- Синтез из стехиометрических количеств чистых веществ:

{\displaystyle {\mathsf {2Y+3Te\ {\xrightarrow {T}}\ Y_{2}Te_{3}}}}

## Физические свойства
Известно несколько теллуридов иттрия:
- YTe — кубическая сингония, параметры ячейки a = 0,6080÷0,6095 нм, полупроводник.
- Y2Te3 — кубическая сингония, параметры ячейки a = 0,6114 нм.